# Svátek lampiónů
Svátek lampiónů (čínsky 元宵节 pinyin: yuánxiāo jié nebo 上元节 pinyin: shàngyuán jié) je tradiční čínský svátek. Slaví se 15. den prvního měsíce lunárního kalendáře. Je to také poslední den oslav Čínského Nového roku. V Gregoriánském kalendáři Festival lampiónů připadá na konec února, až začátek března. Tento svátek se slavil již za dynastie Západní Chan (206 př. n. l. - 25 n. l.).

## Legenda
Legenda vypráví o nádherném jeřábu, který sletěl z nebes na Zemi. Poté co přistál, byl loven a nakonec zabit vesničany. To rozhněvalo Nefritového císaře, sídlícího v nebesích, protože tento jeřáb byl jeho oblíbený. K patnáctému dni prvního měsíce lunárního kalendáře naplánoval útok na onu vesnici. Chtěl, aby lehla popelem a tak byl připraven na ni svrhnout ohnivou bouři. Nicméně dcera Nefritového císaře varovala obyvatele před plánovaným útokem. Vesničani byli bezradní a nevěděli, co si počít. Moudrý muž z jiné vesnice přišel s nápadem, aby každá rodina vyvěsila kolem svých domů červené lucerny, rozdělala oheň na ulici. Čtrnáctý, patnáctý a šestnáctý den prvního měsíce lunárního kalendáře odpalovala ohňostroje a petardy. To by dávalo dojem, že vesnice již hoří.  Patnáctého dne prvního měsíce lunárního kalendáře vojáci seslaní z nebe, jejichž úkolem bylo zničit vesnici, viděli, že vesnice je již v plamenech, vrátili se tedy do nebe, kde podali tuto zprávu Nefritovému císaři.

## Oslavy

### Hledání lásky
V počátcích Svátku lampiónů vycházeli mladí lidé ulic v naději, že najdou lásku. Dohazovači jednali s největší pilností v naději, že spojí co nejvíce lidí v páry. Lampióny v ulicích byly symbolem štěstí a naděje. Svátek lampiónů byl ekvivalentem svátku zamilovaných. Postupem času již Svátek lampiónů nezastává tuto úlohu pro většinu kontinentální Číny, Tchaj-wanu nebo Hongkongu.

### Rýžové koule 元宵 a 汤圆
元宵 (jüan-siao, pinyin: yuánxiāo) a 汤圆 (tchang-jüan, pinyin: tāngyuán) jsou koule z lepkavé rýže, o něco málo větší než poctivý český játrový knedlíček. Tato rýžová koule je většinou naplněna sladkou pastou, především z fazolí, sezamu nebo arašídovým máslem. 元宵 jsou konzumovány zejména na severu Číny a 汤圆 na jihu Číny, Tchaj-wanu a jihovýchodní Asii. 元宵 a 汤圆 se od sebe liší v přípravě a plnění. Rýžové koule mohou být vařené, smažené nebo dušené. Každá má svou jedinečnou chuť. Jsou si však podobné tvarem a chutí, takže je většina lidí nerozlišuje a považuje je za totéž. Číňané věří, že kulatý tvar koulí a misek, ve kterých se servírují, symbolizují rodinné soužití a že konzumace 元宵 nebo 汤圆 může rodině v novém roce přinést harmonii, štěstí a pohodu.

### Aktivity během Svátku lampiónů
Během oslav tohoto svátku jsou velmi populární Lví (čínsky 舞狮, pinyin: wǔshī) a Dračí tanec (čínsky 舞龙, pinyin: wǔlóng). Při těchto tancích je skupina lidí schovaná uvnitř velké masky lva a draka a s ní tančí. Pro Lví tanec jsou potřeba 2 lidi pro Dračí tanec už skupina alespoň 5 lidí.
Další velmi populární aktivitou během Svátku lampiónů jsou tak zvané "lampiónové hádanky" (čínsky 猜灯谜, pinyin cāi dēngmí), ty se staly součástí oslav během dynastie Tchang. Lampiónové hádanky jsou vytvářeny vlastníky obchodů či jinými osobami, které vyvěsí lampión s hádankou u svého místa pobytu nebo obchodu. Hádanky a rébusy jsou popsány na 3 ze 4 stran lampiónu, poslední strana obsahuje odpověď nebo odpovědi a je zakrytá. Účastníci uhodnou zakrytou stranu vyřešením hádanek. Téma hádanek může být čerpáno z klasiky, životopisů, poezie, známých příběhů a románů různých filozofů, přísloví, názvů všemožných druhů ptáků, zvířat a hmyzu, stejně tak květin, zeleniny a bylinek. Účastníci mohou odtrhnout hádanku z lucerny a nechat hostitele ověřit jejich odpovědi. Ti, kdo odpoví na správnou odpověď, mohou získat „hádankovou odměnu“, tou je například sleva v obchodě hostitele hádanky, ovoce nebo něco drobného k zakousnutí.